# Carl Sofus Lumholtz
Carl Sofus Lumholtz (Fåberg, 23 aprile 1851 – Saranac Lake, 5 maggio 1922) è stato un esploratore, etnologo e naturalista norvegese, noto per le sue ricerche sulle culture indigene dell'Australia e dell'America centrale.

## Biografia
Dopo la laurea in teologia nel 1876 dall'Università di Christiania, ora l'Università di Oslo (1876), dal 1880 al 1884 viaggiò in Australia per conto dell'Università di Oslo; in particolare, nel biennio 1882-1883 trascorse dieci mesi fra gli indigeni della regione Herbert-Burdekin nel Queensland settentrionale. Il libro risultante, Nel paese dei cannibali del 1890, è considerato la migliore indagine etnografica sugli aborigeni del Queensland settentrionale. Mentre gli autori precedenti si limitavano a indagare solo sugli aspetti esteriori ed estetici delle culture non europee, Lumholtz si interessava per la prima volta anche alle relazioni sociali e al ruolo delle donne nelle culture primitive.
Nel 1890 Lumholtz si recò in Messico, assieme all'antropologo e botanico svedese Carl Vilhelm Hartman. Rimase in Messico circa venti anni, fino al 1910 e condusse numerose spedizioni finanziate dall'American Museum of Natural History. Un resoconto di queste spedizioni fu l'opera "Unknown Mexico" pubblicata in due volumi nel 1902, in cui vennero descritti i popoli del Messico nordoccidentale, inclusi i Cora, i Tepehuán, i Pima Bajo e specialmente i Tarahumara, presso i quali visse per più di un anno. Lumholtz fu uno dei primi a descrivere la cultura delle tombe a pozzo, le culture tarasche, così come la flora e la fauna della regione della Sierra Madre settentrionale chiamata la "Gran Chichimeca".
Lumholtz fu uno dei fondatori dell'Explorers Club, un'organizzazione costituita nel 1905 con lo scopo di promuovere l'esplorazione e la ricerca scientifica sul campo Negli anni 1914-1915 Lumholtz fu in India e dal 1915 a 1917 seguì in Borneo, nel corso della sua ultima spedizione. Morì Saranac Lake, un piccolo villaggio dello stato di New York.
Il suo nome nel 1994 è stato dato:
- al Parco Nazionale del Queensland settentrionale, che tuttavia in seguito venne battezzato Girringun National Park
- a una conifera messicana, il Pinus lumholtzii
- a una specie di marsupiale, Dendrolagus lumholtzi, chiamato anche canguro arboricolo.

## Opere
- Unknown Mexico : a record of five years exploration among the tribes of the western Sierra Madre, in the Tierra Caliente of Tepic and Jalisco, and among the Tarascos of Michoacan. New York : Carl Scribners sons, 1902.
- New trails in Mexico : an account of one year's exploration in north-western Sonora, Mexico, and south-western Arizona : 1909-1910. London : Fisher Unwin, 1912.
- Au pays des cannibales: voyages d'exploration chez les indigenes de l'Australie orientale 1880-1884 / Carl Lumholtz; ouvrage traduit du norvégien avec l'autorisation de l'auteur par V. & W. Molard. Paris : Librairie Hachette et C.ie, 1890.
- El arte simbolico y decorativo de los Huicholes. Mexico : Instituto nacional indigenista, stampa 1986.
- Unter Menschenfressern : eine vierjahrige Reise in Australien, von Karl Lumholtz, autorisirte deutsche Uebersetzung. Hamburg : Verlagsanstalt und Druckerei Actien-Gesellschaft, 1892.
- Decorative Art of the Huichol Indians. New York : Order of the Trustees, 1904.
- El Mexico desconocido : cinco anos de exploracion entre las tribus de la Sierra Madre occidental, en la tierra caliente de Tepic y Jalisco, y entre los Tarascos de Michoacan, obra escrita en ingles por Carl Lumholtz ; y traducida al castellano por Balbino Davalos. Nueva York : C. Scribner's sons, 1903.
- Through central Borneo : an account of two years travel in the land of the head-hunters between the years 1913 and 1917. With an introduction by Victor T. King. Singapore, Oxford, New York, 1991. ISBN 0195889967.